# Keith Wiggins
Keith Wiggins (ur. 1 lipca 1958 w Londynie) – brytyjski przedsiębiorca, twórca zespołu Formuły 1 Pacific Racing.

## Życiorys
Keith Wiggins po spróbowaniu swoich sił jako kierowca wyścigowy i mechanik w wyścigach samochodowych w 1984 roku wraz z firmą Marlboro założył zespół Pacific Racing, który startował w Mistrzostwach Beneluksu i European Formula Ford Championship. W 1985 roku Wiggins wprowadził zespół do British Formula Ford 1600, po zdobyciu tytułu, w kolejnym roku zespół rozpoczął starty w Formula Ford 2000. Zespół zdobywał kolejne mistrzostwa.
W 1988 roku Wiggins ponownie wraz z Marlboro wprowadził zespół do Brytyjskiej Formuły 3, gdzie w pierwszym roku startu zdobył mistrzostwo. W 1989 roku zespół zadebiutował w Międzynarodowej Formule 3000.
Po zdobyciu tytułu przez Christiana Fittipaldiego w Międzynarodowej Formule 3000 w 1991 roku Wiggins postanowił wystawić swój zespół w Formule 1. Początkowo Brytyjczyk chciał nawiązać współpracę z zespołem Tyrrell, jednak zakończyło się to niepowodzeniem. W związku z tym we wrześniu 1992 roku Wiggins założył Pacific Grand Prix, a w 1994 roku zadebiutował w Formule 1. Zespół miał problemy finansowe dlatego też po 1995 roku Wiggins wycofał go ze startów, i powrócił do Międzynarodowej Formuły 3000.
W 1997 roku Wiggins podjął próbę wystawienia samochodu sportowego pod nazwą BRM P301, ale projekt ten upadł w październiku 1997 roku i Pacific Racing definitywnie przestał istnieć. Po upadku Pacifika Wiggins dołączył do oddziału firmy Lola odpowiedzialnego za projekt samochodu w serii CART, a później został pracownikiem zespołu Bettenhausen Racing. Po śmierci Tony'ego Bettenhausen zespół startował jako HVM Racing, Wiggins stał się jego szefem.
Jest członkiem British Racing Drivers’ Club.